# Xã Camden, Michigan
Xã Camden (tiếng Anh: Camden Township) là một xã thuộc quận Hillsdale, tiểu bang Michigan, Hoa Kỳ. Năm 2010, dân số của xã này là 2.047 người.